# (73276) 2002 JU53
(73276) 2002 JU53 – planetoida z pasa głównego asteroid okrążająca Słońce w ciągu 3,24 lat w średniej odległości 2,19 j.a. Odkryta 9 maja 2002 roku.